# Kina i olympiska vinterspelen 2002
Kina deltog i olympiska vinterspelen 2002. Kinas trupp bestod av 66 idrottare varav 45 var kvinnor och 21 var män. Kinas yngsta deltagare var Zhang Dan (16 år och 129 dagar) och den äldsta var Chen Jing (30 år och 297 dagar).

## Medaljer

### Guld
- Short Track:
  - Yang Yang (A) (500 m)
  - Yang Yang (A) (1000 m)

### Silver
- Short Track
  - Li JiaJun (1500 m)
  - Yang Yang (A), Yang Yang (S), Sun Dandan & Wang Chunlu (Stafett Damer 3000 m)

### Brons
- Konståkning
  - Shen Xue & Zhao Hongbo (Par)
- Sort Track
  - Yang Yang (S) (1000 m)
  - Chun Lu Wang (500 m)

## Resultat

### Skidskytte
- 10 km, herrar
  - Zhang Qing - 56
- 12,5 km, herrar
  - Zhang Qing - 53
- 20 km, herrar
  - Zhang Qing - 59
- 7,5 km, damer
  - Yu Shumei - 20
  - Liu Xianying - 42
  - Kong Yingchao - 56
  - Sun Ribo - 57
- 10 km, damer
  - Yu Shumei - 44
- 15 km, damer
  - Sun Ribo - 15
  - Liu Xianying - 17
  - Kong Yingchao - 44
  - Yu Shumei - 46
- 4x7,5 km, damer
  - Yu Shumei, Sun Ribo, Liu Xianying & Kong Yingchao - 13

### Längdskidåkning
- Sprint, herrar
  - Han Dawei - 51
- 15 km, herrar
  - Han Dawei - 56
- 30 km, herrar
  - Han Dawei - 65
- 50 km, herrar'
  - Han Dawei - 54
- 10+10 km, herrar
  - Han Dawei - 67 q
- Sprint, damer
  - Hou Yuxia - 40
  - Luan Zhengrong - 50
- 10 km, damer
  - Hou Yuxia - 44
  - Luan Zhengrong - 50
- 15 km, damer
  - Hou Yuxia - 47
  - Luan Zhengrong - 52
- 30 km, damer
  - Luan Zhengrong - 41
  - Hou Yuxia - 42
- 5+5 km, damer
  - Hou Yuxia - 44
  - Luan Zhengrong - 65 q

### Konståkning
- Herrar
  - Li Chengjiang - 9
  - Zhang Min - 16
  - Li Yunfei - 20

- Par
  - Shen Xue & Zhao Hongbo - 3
  - Pang Qing & Tong Jian - 9
  - Zhang Dan & Zhang Hao - 11

- Isdans
  - Zhang Weina & Cao Xianming - 22

### Freestyle
- Hopp, herrar
  - Qiu Sen - 18
  - Ou Xiaotao - 19
  - Han Xiaopeng - 24
- Hopp, damer
  - Li Nina - 5
  - Xu Nannan - 12
  - Wang Jiao - 18
  - Guo Xinxin - 19

### Ishockey
- Damer
  - Chen Jing, Dai Qiuwa, Guan Weinan, Guo Hong, Hu Chunrong, Jin Fengling, Li Xuan, Liu Hongmei, Liu Yanhui, Lu Yan, Ma Xiaojun, Sang Hong, Shen Tiantian, Sun Rui, Wang Linuo, Wang Ying, Xu Lei, Yang Xiuqing & Zhang Jing - 7

### Short track
- 500 m, herrar
  - Feng Kai - 4
  - Li Jiajun - 10

- 1000 m, herrar
  - Li Jiajun - 8
  - Feng Kai - 10

- 1500 m, herrar
  - Li Jiajun - 2
  - Guo Wei - 7

- 5000 m stafett, herrar
  - Li Jiajun, Feng Kai, Guo Wei, Li Ye & An Yulong - 3

- 500 m, damer
  - Yang Yang (A) - 1
  - Wang Chunlu - 3

- 1000 m, damer
  - Yang Yang (A) - 1
  - Yang Yang (S) - 3

- 1500 m, damer
  - Yang Yang (A) - 4
  - Yang Yang (S) - 12
- 3000 m stafett, Damer
  - Yang Yang (A), Yang Yang (S), Sun Dandan & Wang Chunlu - 2

### Skridsko
- 500 m, herrar
  - Li Yu - 21
  - Yu Fengtong - 34
- 1000 m, herrar
  - Li Yu - 35
  - Yu Fengtong - 40
- 1500 m, herrar
  - Ma Yongbin - 45
  - Liu Guangbin - 46
- 500 m, damer
  - Wang Manli - 13
  - Jin Hua - 23
  - Yang Chunyuan - 24
  - Xing Aihua - 30
- 1000 m, damer
  - Song Li - 22
  - Jin Hua - 25
  - Wang Manli - 26
  - You Yanchun - 30
- 1500 m, damer
  - Song Li - 15
  - Gao Yang - 19
  - Zhang Xiaolei - 28
- 3000 m, damer 
  - Gao Yang - 20
  - Zhang Xiaolei - 23